# Milčanský rybník
Milčanský rybník (německy: Milschnerteich) či také nazýván Velká Nohavice je jedním z velkých rybníků z soustavy Holanských rybníků v jižní části okresu Česká Lípa. Je využíván jak k rybolovu, tak k rekreaci.

## Umístění a parametry
Celá soustava středověkých původně 23 Holanských rybníků je napájena hlavně od západu tekoucího Bobřího potoka, který později napájí Novozámecký rybník. V soustavě Holanských rybníků je zhruba uprostřed na katastru č. 640 735 městyse Holany. Blízko něj jsou velké rybníky Dolanský, Holanský a Malá Nohavice. Soustava je geomorfologickou součásti Dokeské pahorkatiny (a ta částí Ralské pahorkatiny).
Milčanský rybník vznikl roku 1864 a byl dříve menší. V roce 1984 byl uváděn se zavodněnou plochou 29 ha. Má nepravidelný, zhruba oválný tvar se třemi velkými zátokami. Břehy jsou porostlé stromy a zčásti upraveny rekreanty. Je rybníkem průtočným a jako chovný je určen k chovu ryb. Jeho uživatelem je Rybářství Doksy, vlastníkem Pozemkový fond ČR. Břehy na SZ straně jsou zarostlé rákosím.

## Cestovní ruch
Kolem rybníka je rozsáhlý pás plný kempů, rekreačních zařízení a chatových osad. Od Holan k němu vedou místní komunikace, využívané i jako cyklotrasy. Po severní straně vede cyklotrasa 3086, po jižní 211. Poblíž jižních břehů je vedena červeně značená, dálková turistická trasa od Holan na Stvolínky, která je vedena přes celou soustavu Holanských rybníků. Nedaleko jižního břehu je dobře dostupná zřícenina hradu Milčany, u severní strany je ostrůvek se zříceninou hradu u Hostíkovic. Také on se původně nazýval Milčany a rybník je po něm pojmenován.
Veřejné tábořiště zde bylo provozované v roce 1989 MNV Holany. Rozloha byla 4400 m² pro 40 stanů, v areálu bylo postaveno 6 chatiček s 20 lůžky. V roce 1989 zde byly suché záchody, pitná voda bez sprch, k dispozici restaurace v Holanech.Nyní má městys Holany kemp Milčany u jižní strany rybníka s 10 chatami, objektem sociálního zázemí a venkovním občarstením.
Blízko rybníků již na území CHKO (rybníky jsou mimo) jsou výrazné kopce Vlhošť a Ronov s přírodní rezervací.
Do Holan vzdálených 2 km zajíždí meziměstská autobusová doprava ČSAD Česká Lípa. Nejbližší zastávka vlaku na trati 087 z České Lípy do Lovosic je v 4 km vzdálených Stvolínkách, či stejně daleko v Zahrádkách. 

## Fotogalerie

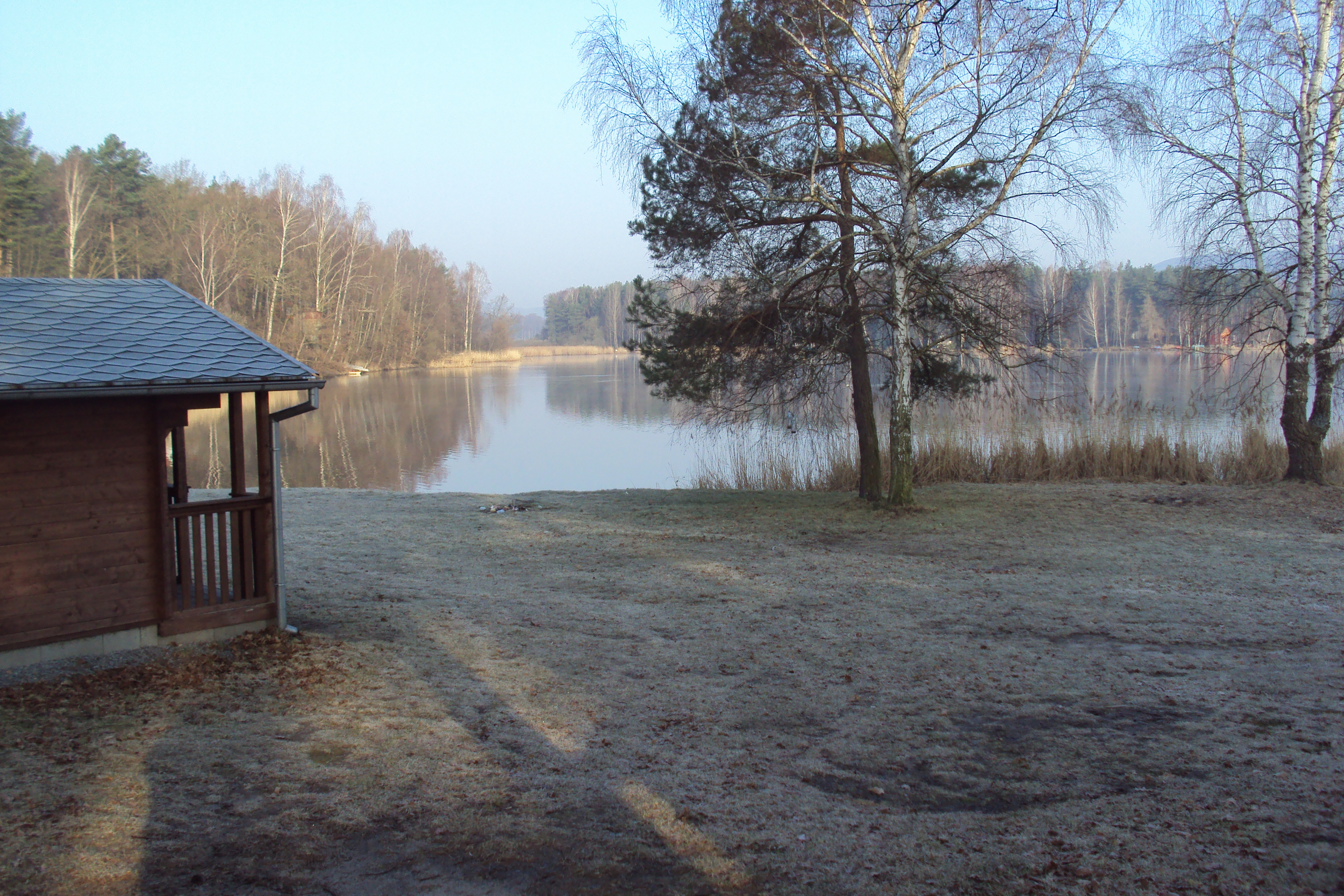
Milčanský rybník z jihu
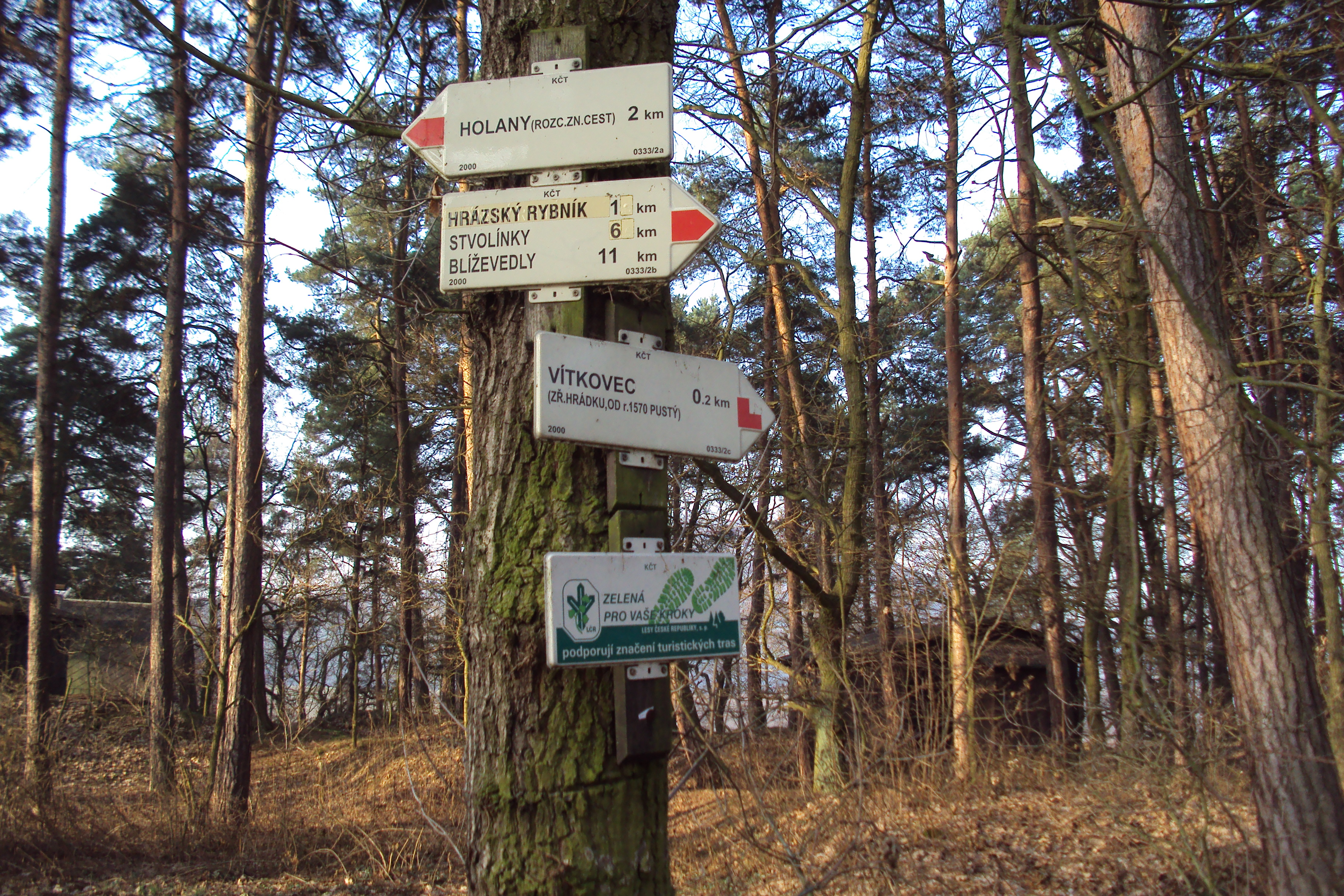
Jeden z rozcestníků u jižního břehu